# Конісполь
Конісполь (алб. Konispol) — найпівденніше місто Албанії. Розташоване на відстані 1 км від албано-грецького кордону, в окрузі Саранда префектури Вльора.
Знаходиться за 191 км від Тирани, за 4 км від грецького міста Саяда (географічно).
Економіка міста заснована на сільському господарстві та виноградарстві. Місто є культурним центром громади чамських албанців, тут зведений меморіал на згадку про вигнання чамських албанців з Греції по закінченню Другої світової війни, що стало результатом масового співробітництва чамських албанців з окупантами і великої кількості злочинів проти грецького населення.
У 1992 р. поблизу від міста були виявлені 7 печер із слідами проживання від верхнього палеоліту до залізної доби.